# Amuse-Gueule

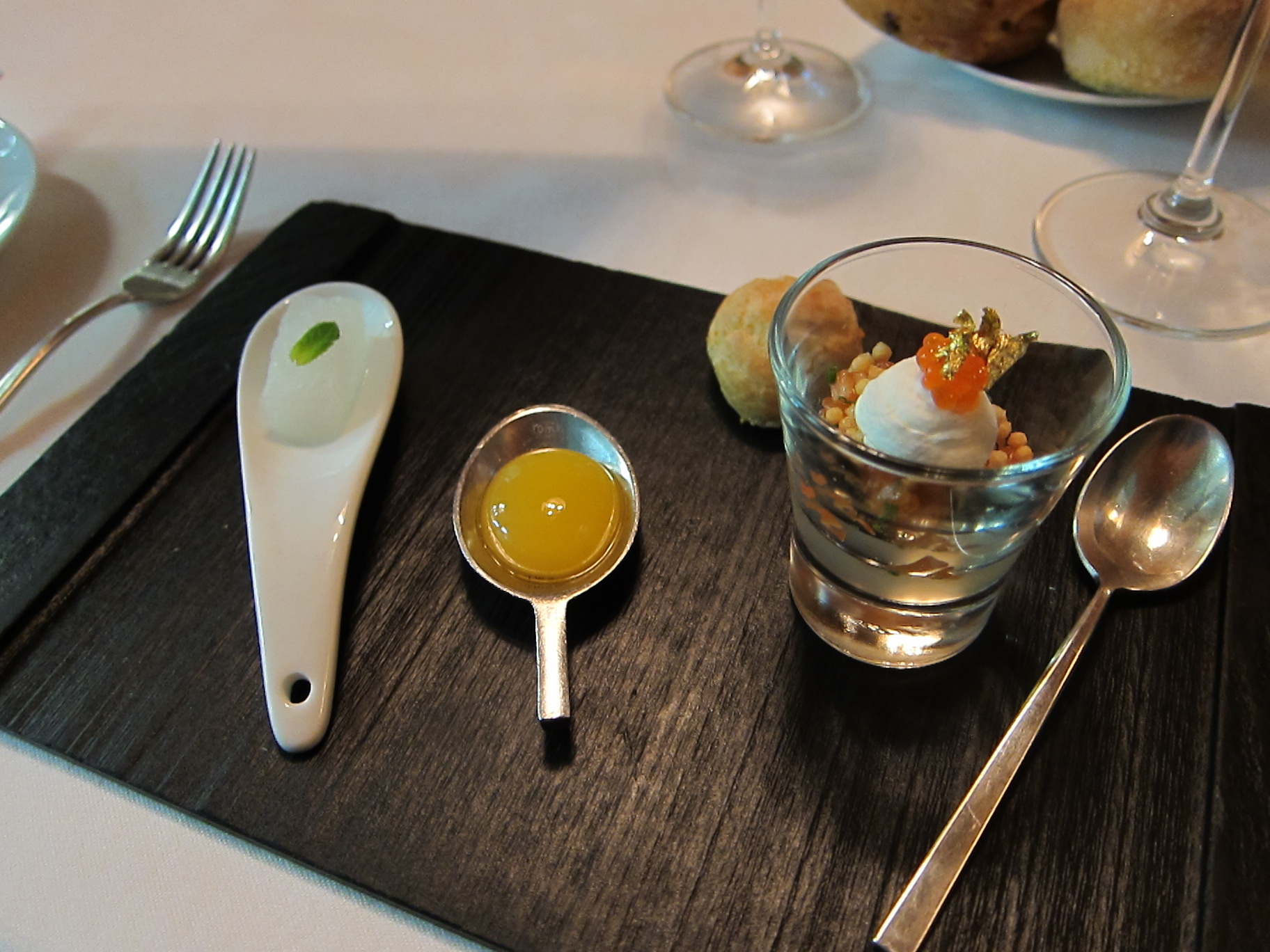
Amuse-Bouche

Ein Amuse-Gueule (auch Amuse Gueule) (wörtl. Freude des Mauls, gemeint ist ‚Gaumenfreude‘; franz. ausgesprochen: [amyz ˈgœl]), vor allem in vornehmen Restaurants auch Amuse-Bouche ‚Mundfreude‘ genannt, ist ein appetitanregendes, kleines und somit mundgerechtes Häppchen, das häufig als Geste des Hauses ungefragt und vor der kalten Vorspeise im Rahmen eines Menüs serviert wird, meist als Beilage zu einem Aperitif oder Cocktail.
In der deutschen Gastronomie wird der Begriff Appetithäppchen oder Appetitbissen (auch „Gaumenkitzler“ oder „kleine Gaumenfreude“, in Schwaben auch „Magen-“ oder „Gaumenträtzerle“) für die pikanten Mundbissen verwendet. Sie haben eine appetitanregende Wirkung und werden zur kulinarischen Einstimmung auf die Speisenfolge gereicht – passend zum Aperitif, während der Gast die Speisen auswählt und auf den ersten Gang wartet.

## Herstellung
Amuse-Gueules werden kalt oder warm serviert und dekorativ, z. B. auf Löffeln, angerichtet. Das Angebot reicht von edlen Zutaten wie Languste, Kaviar, Sülzen, gefüllte Wachtelbrust bis zu warmen oder kalten Süppchen, aber auch Butter, Schmalz, Kräuterquark mit Baguettes oder anderem Brot.

Beispiele von Amuse Gueules
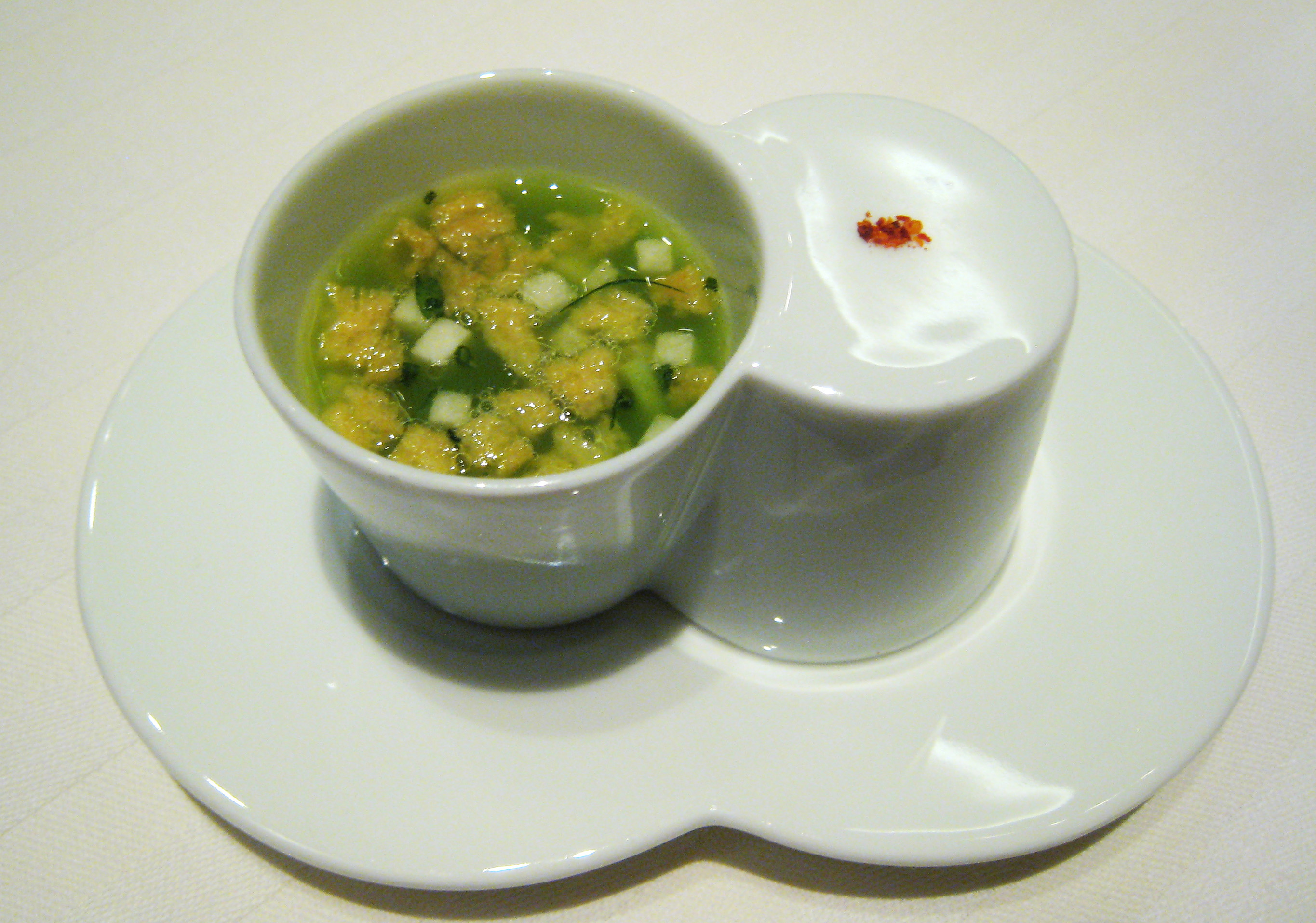
Selleriesuppe mit sautiertem Mais und Yambohne
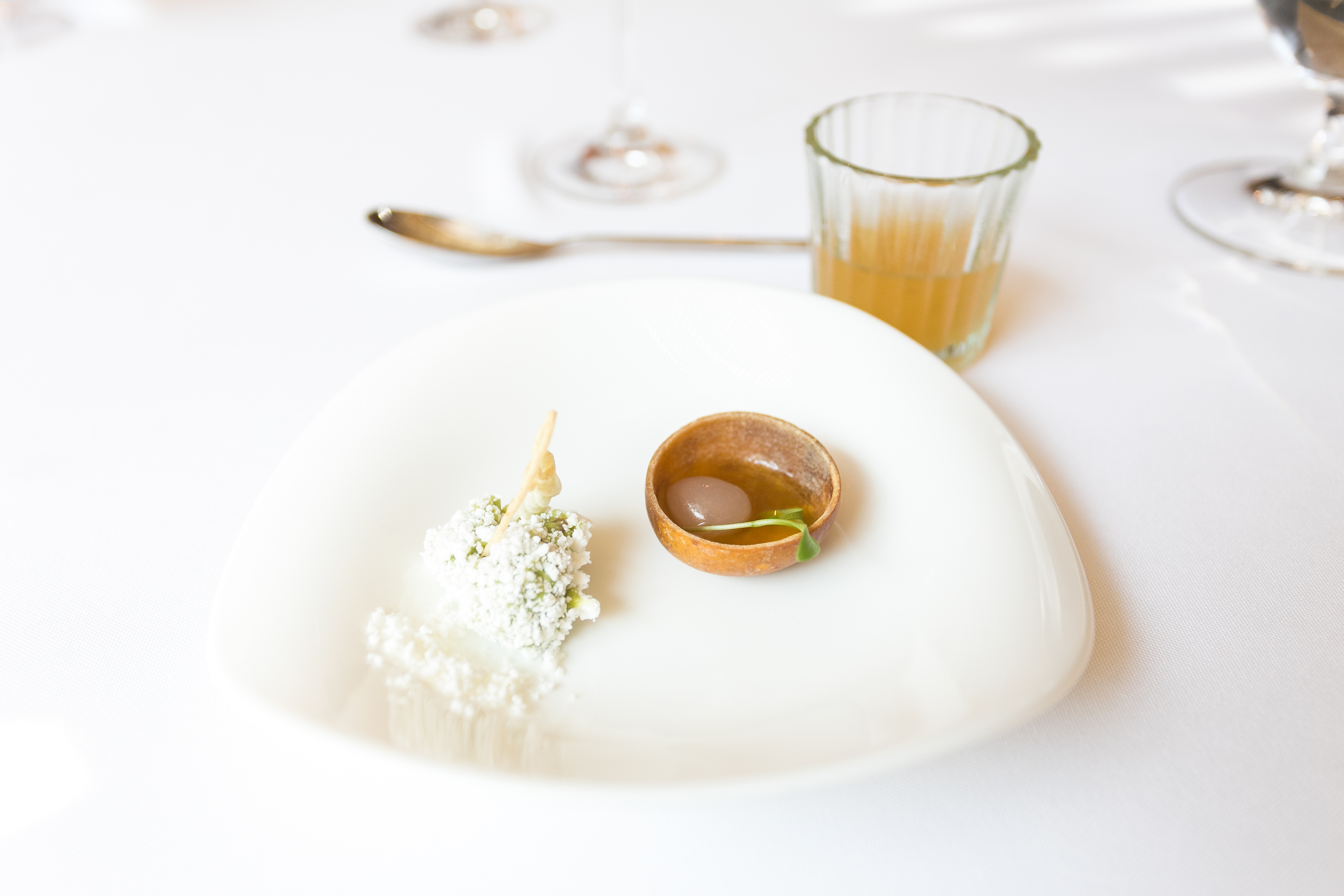
Hühnersuppe mit Trüffel-Avocado, Frischkäse, Zitrone
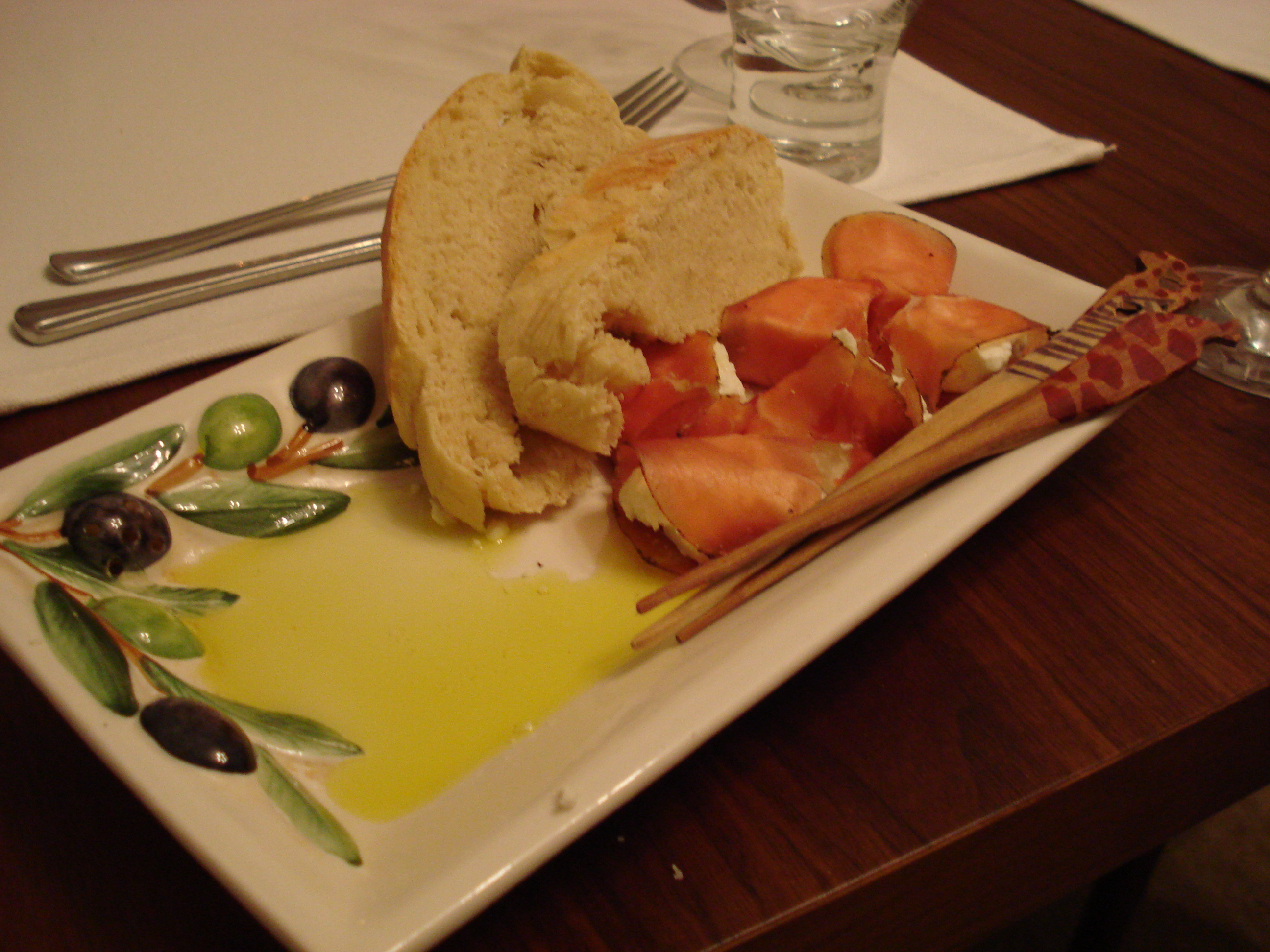
Amuse-Gueule mit Brot
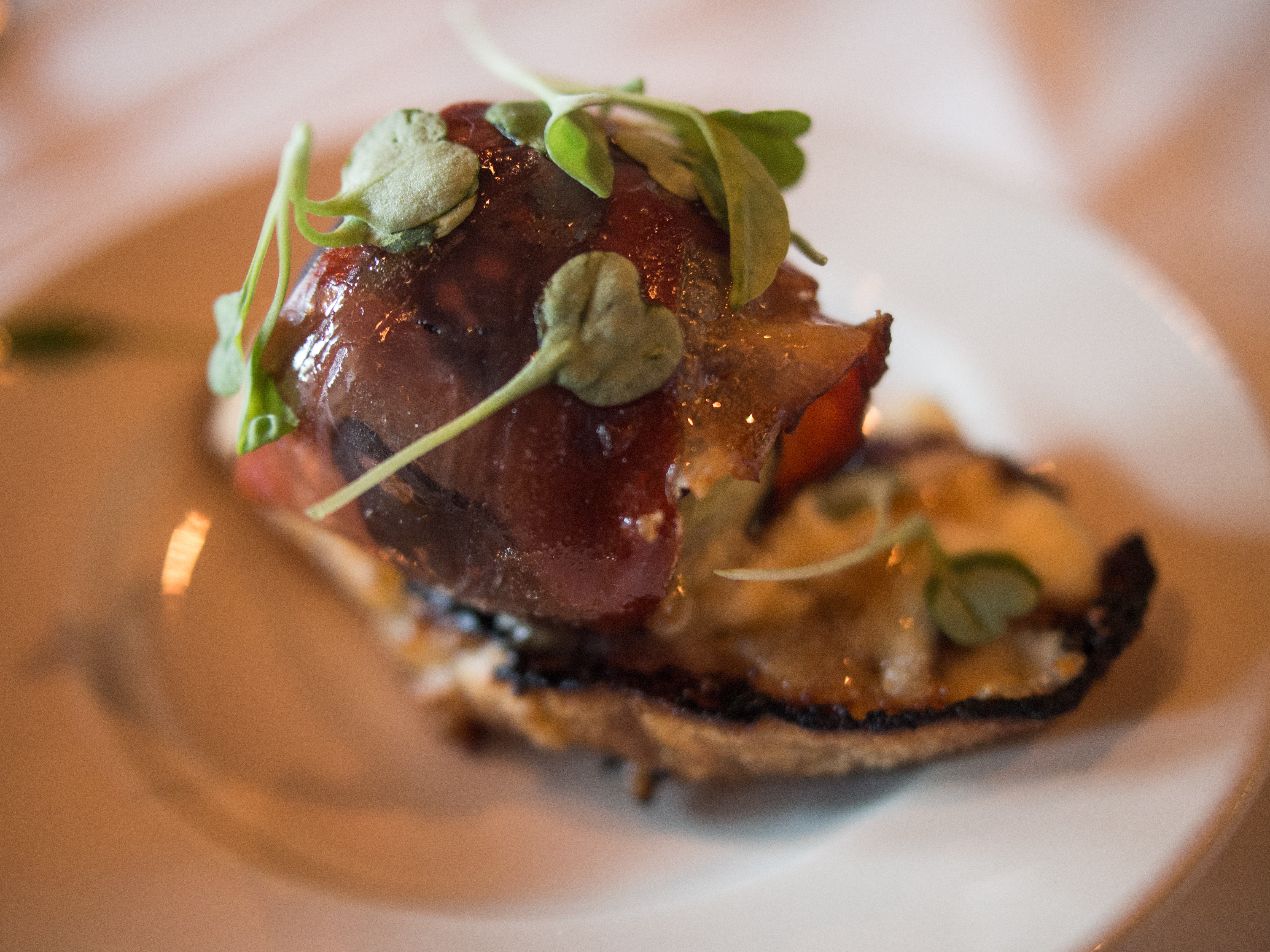
In Speck gewickelte Feige auf geröstetem Crostini mit Burrata, Apfelwein-Reduktion und Kürbiskernöl
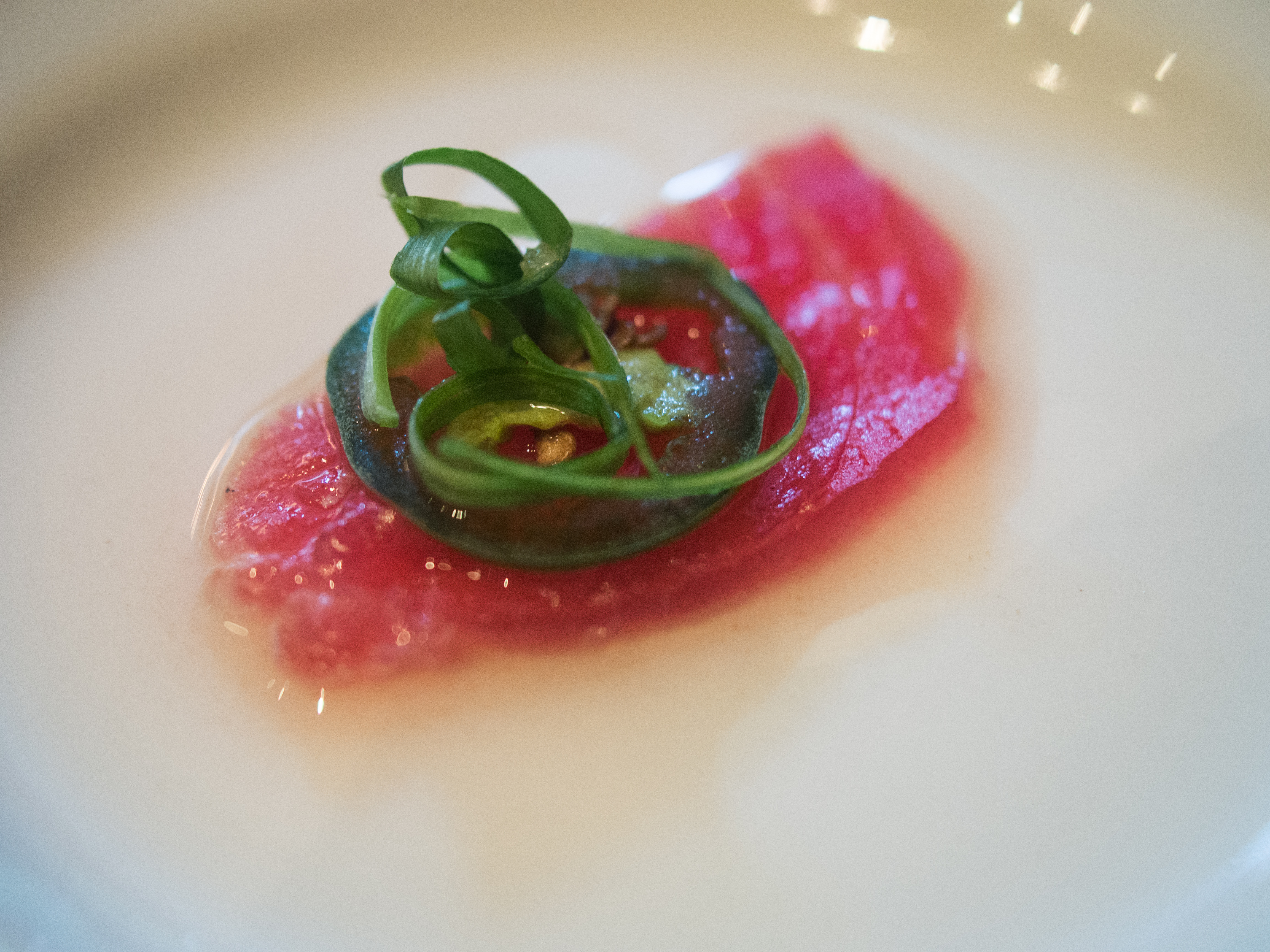
Roher Thunfisch, Jalapeño, Ingwer-Meersalz, Miso-Brühe
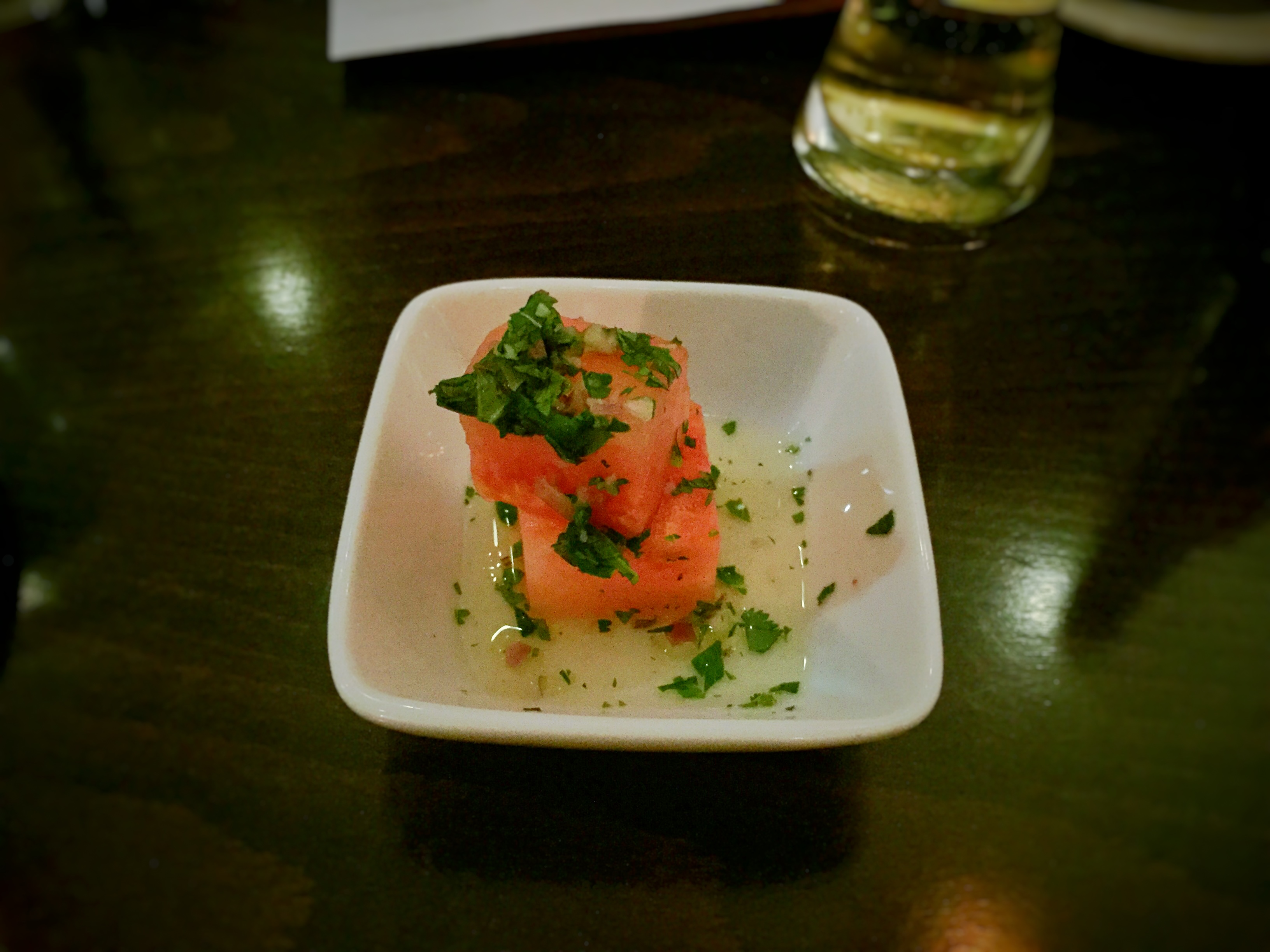
Wassermelone, Fischsauce und Basilikum

## Bezeichnungsvielfalt
Beide Bezeichnungen wurden aus dem Französischen ins Deutsche und in zahlreiche weitere Sprachen entlehnt. amuse-gueule ist die traditionelle und im Französischen auch bis heute am häufigsten gebrauchte Bezeichnung. Mittlerweile gibt es auch, im Französischen aber selten, den Ausdruck amuse-bouche. Dabei wurde das als vulgär empfundene gueule ‚Maul‘ durch das vornehmere bouche ‚Mund‘ ersetzt.
Außerhalb des französischen Sprachraums und außerhalb der Schweiz findet man außerdem als dritte Form den Scheingallizismus Amuse-Bouchée, bei der eine Vermengung mit französisch bouchée ‚Mundvoll‘, ‚Happen‘ vorliegt.
Von deutschsprachigen Köchen wird das Amuse-Gueule oftmals als Gruß aus der Küche verstanden oder als solcher bezeichnet. In hochklassigen Restaurants wird allerdings auch zwischen Gruß aus der Küche und Amuse-Bouche unterschieden. So werden als Gruß aus der Küche oftmals kleine Häppchen als Fingerfood gereicht, während ein Amuse-Bouche meist als kleines Tellergericht serviert wird.
Eine neuere Variante der Amuse-Gueule ist die mise en bouche etwa ‚in-den-Mund-Legung‘, eine nett angerichtete Kostprobe, die auf einem speziell dafür vorgesehenen Löffel, dem cuillère de dégustation, etwa ‚Probierlöffel‘, ‚Löffel zum Kosten‘ gereicht wird.